# Nonteizam
Nonteizam je izraz kojim se opisuju različita shvaćanja koja predstavljaju odsutnost ili odbacivanje teizma, odnosno nevjerovanje u osobnog boga ili bogove. Ona uključuju različite i ponekad međusobno suprotstavljene koncepcije. Najčešće se rabi u kršćanskoj apologetici i liberalnoj teologiji.
Kao podvrste nonteizma najčešće se navode ateizam - vjerovanje da boga/bogova nema i agnosticizam - vjerovanje da čovjek ne može spoznati ima li ili nema bogova. Uz to se još navode ignosticizam, skepticizam, panteizam, a ponekad i neki koncepti unutar kršćanstva i budizma. 

## Vanjske poveznice
- nontheism.org   Arhivirana inačica izvorne stranice od 24. travnja 2009. (Wayback Machine)
- The End of Pascal's Wager: Only Nontheists Go to Heaven (2002)
- nontheistfriends.org - Nontheism among Friends (Quakers)  Arhivirana inačica izvorne stranice od 4. siječnja 2014. (Wayback Machine)